# Lindsay Brewer
Lindsay Marie Brewer (Arvada, Colorado, 17 april 1997) is een Amerikaans autocoureur en model.

## Carrière

### Vroege carrière
Brewer begon haar autosportcarrière in het karting op elfjarige leeftijd. Tussen 2009 en 2014 reed zij in verschillende kartkampioenschappen in de Verenigde Staten.
Na een pauze van vier jaar, waarin zij op college zat, keerde Brewer in 2019 terug in de autosport in de seizoensfinale van de Las Vegas Saleen Cup GT Series. In 2021 won zij een race in de Skip Barber Formula Race Series en nam zij deel aan de eerste seizoenshelft van de TC America Series.

### Indy / USF Pro 2000 Championship
In 2022 werd Brewer uitgenodigd voor een selectieprocedure van de W Series op het Inde Motorsports Park in Arizona, maar zij ging niet door naar de tweede ronde. Vervolgens stapte zij over naar het Indy Pro 2000 Championship, waarin zij dat jaar voor Exclusive Autosport reed. Zij nam deel aan elf van de achttien races van het seizoen, waarin een achtste plaats in haar debuut op de Indianapolis Motor Speedway haar beste resultaat was. Met 98 punten werd zij vijftiende in het klassement.
In 2023 veranderde de Indy Pro 2000 van naam naar het USF Pro 2000 Championship, waarin Brewer een volledig seizoen voor Exclusive reed. Een elfde plaats in de seizoensfinale op de Portland International Raceway was haar beste race-uitslag, waardoor zij met 108 punten achttiende in de eindstand werd.

### Indy NXT
In 2024 stapt Brewer over naar de Indy NXT, waarin zij voor Juncos Hollinger Racing uitkomt.